# Massimo Bizzarri
Massimo Bizzarri (Acquasanta Terme, 22 luglio 1948) è un cantautore e compositore italiano.

## Biografia
Alla prematura morte del padre si trasferisce, ancora bambino, a Roma dove, oltre ai normali studi, frequenta il corso di canto con Maria Teresa Pediconi presso il conservatorio di Santa Cecilia. Pur essendo un promettente baritono, abbandona l'idea di diventare un cantante lirico e comincia a frequentare l'ambiente della musica leggera e del piano bar, dove inizia ad esibirsi.
Debutta nel 1965 partecipando al Festival degli sconosciuti di Ariccia.
Agli inizi degli anni settanta diviene amico di Piero Ciampi che influenzerà il modo di scrivere i suoi testi.
Alla fine degli anni settanta diviene proprietario de L'Angelo e il Diavolo, locale di Trastevere che diventa luogo di incontro di artisti e discografici quali Paolo Conte, Mimmo Locasciulli, Rino Gaetano, Stefano Rosso, Tony Scott, Lilli Greco, Vincenzo Micocci, Claudio Mattone, Daniele Patucchi, Don Backy, Nino Fuscagni, Peppino Gagliardi e molti altri.
Pubblica nel 1983 per la Yep l'album Gocce di vita. Dopo alcuni anni di silenzio, nel 1991 incide per la EMI Italiana "Quota periscopica", prodotto da Antonio Coggio e Roberto Davini.
Viene invitato nel 1991 al Premio Tenco: la sua interpretazione fa scrivere al giornalista Nino Pirito su Il Secolo XIX: "è nata una voce d'autore".
Nel 1993 incide, sempre prodotto da Coggio e Davini, "Bizzarro Bizzarri" per la RTI dove troviamo un duetto con Riccardo Cocciante con il quale partecipa alla prima edizione del Festival Italiano trasmesso da Canale 5.
Continua il suo percorso artistico come autore e scrive per Cocciante, per Mina, per Massimo Ranieri, per Al Bano, per José Carreras, per Vincenzo La Scola, Carlo Delle Piane e tanti altri. Suoi brani sono stati eseguiti da prestigiose orchestre internazionali e dalla Banda musicale della Polizia di Stato.
Agli inizi degli anni novanta è tra i fondatori dello S.N.A.C. (Sindacato Autonomo Autori e Compositori) insieme a Domenico Modugno, Franco Migliacci, Franco Micalizzi, Jimmy Fontana, Sergio Endrigo, Mariella Nava, Antonio Coggio ed altri.
Ha scritto molta musica per il teatro.
Presidente dell'associazione "Roma ieri e oggi", ha organizzato con il patrocinio del Comune di Roma e il contributo della Regione Lazio le tre edizioni del concorso "Ottobrata romana" dal 2004 al 2006.
Nel 2013 debutta come produttore discografico realizzando il CD "Che bella eredità" interpretato da Giulio De Gennaro.

## Discografia

### Album
- 1983 - Gocce di vita (Yep)
- 1990 - Quota periscopica (EMI Italiana)
- 1993 - Bizzarro Bizzarri (RTI music)

Alcune delle canzoni interpretate da altri:
- Ma tu ci credi tu (M. Bizzarri) Mino Vergnaghi/Giulio De Gennaro
- Resta con me (Bizzarri /Sinni/ Cocciante), R. Cocciante
- Eleonora e la sua bicicletta  (Bizzarri/ Cocciante), R. Cocciante
- Il tempo (Bizzarri/Cocciante),  R. Cocciante
- E pensare (Bizzarri/Cocciante),  R. Cocciante e Mietta
- Il ricordo di un istante  (Bizzarri/Zeffirelli/Cocciante), R. Cocciante
- Se avessi tempo (Bizzarri /Cocciante), Mina
- Donna donna  (Bizzarri/Marcucci/Cocciante), Mina
- Ho dimenticato (Bizzarri/Cocciante), R. Cocciante
- Beato Te (Bizzarri/ Michelini), M. Ranieri
- E tu ballavi (M. Bizzarri) M. Ranieri
- Senti un po' (Bizzarri/ Michelini), M. Ranieri
- Per Silvia (Bizzarri /Marcucci), J. Carreras/V. La Scola/Robertino/Banda musicale della Polizia di Stato
- Oggi è Natale  (Bizzarri/Marcucci), V. La Scola
- La mia notte  (Bizzarri/Marcucci), V. La Scola
- Passione Mediterranea  (Bizzarri/Marcucci), V. La Scola/N. Baskov/Robertino/Banda musicale della Polizia di Stato/Fabio Andreotti
- Natale Napoletano (Bizzarri/Marcucci), V. La Scola/Gianni Aversano/Lello Giulivo e Piccolo Coro Progetto Oasi
- Ma c'aggio a fa (Bizzarri/Marcucci), V. La Scola
- Sweet love (Bizzarri/Marcucci), V. La Scola/N. Baskov
- Amici (Bizzarri/De Amicis/Marcucci) Scarlett/Giacomo Celentano
- La mia speranza (Bizzarri/De Amicis) Scarlett
- Ancora in volo  (Bizzarri/Marcucci/Carrisi), Al Bano
- Bambini (Bizzarri/ Marcucci), Carlo Delle Piane
- Lassamelo sta (Bizzarri/Marcucci), C. Delle Piane
- Chilometri (Bizzarri/Marcucci), C. Delle Piane
- ‘Mbe che c'è (Bizzarri/Marcucci), C. Delle Piane
- Ave Maria (Bizzarri/Marcucci), A. M. Gonzalez
- Preghiera del poliziotto (Bizzarri/Marcucci), Banda musicale della Polizia di Stato/V. La Scola/Gianni Morandi/Claudio Baglioni
- Un'ombra (Bizzarri/Marcucci/Addinsell), J. Carreras
- E sarà così (Bizzarri/Marcucci/Rachmaninoff), J. Carreras/Blake/Russell Watson
- Europa (Bizzarri/Marcucci/Wagner), J. Carreras
- Dimmi perché (Bizzarri/Marcucci/Schubert), J. Carreras
- Le note di Chopin (Bizzarri/Marcucci/Chopin), J. Carreras
- Quando (Bizzarri/Marcucci/Elgar), J. Carreras
- Parole d'amore (Bizzarri/Marcucci/Rachmaninoff), J. Carreras
- Notte Slava (Bizzarri/Marcucci/Tchaikovsky), J. Carreras
- Il segreto delle stelle (Bizzarri/Marcucci/Zemlinsky), J. Carreras
- Lo sguardo sul traguardo (Bizzarri/Ambrosi), Tatiana Guderzo
- Trastevere '90 (M.Bizzarri), M. Bizzarri/R. Cocciante
- Senza Titolo (M. Bizzarri/D. Patucchi), E. Sinni/Giulio De Gennaro
- Se ci fosse ancora Piero (M. Bizzarri), E. Sinni/M. Bizzarri/Giulio De Gennaro
- Ci vuole fegato (M. Bizzarri/R. Ambrosi), Roberto Apo Ambrosi
- Sarà bel tempo (M. Bizzarri), G. De Gennaro/M. Bizzarri
- Giovanni e Paolo (M. Bizzarri), G. De Gennaro
- Ferragosto (M. Bizzarri/D. Patucchi), G. De Gennaro
- Novecentosessantacinque (M. Bizzarri), G. De Gennaro
- Coraggio uomo (M. Bizzarri/D. Patucchi/R. Ambrosi), G. De Gennaro
- L'etilista (M. Bizzarri/D. Patucchi), G. De Gennaro
- Dietro un pianoforte (M. Bizzarri/D. Patucchi/M. Bizzarri), G. De Gennaro
- La verità (M. Bizzarri), G. De Gennaro
- Un'osteria tra le stelle (M. Bizzarri/D.Patucchi), (coralmente) Apo/Don Backy/Claudio Pasqualin/Paolo Rossi/D. Santini/M. Bizzarri

## Filmografia
- Amore oltre la vita (1999)
- Il grande viaggio (2002)

## Musica per il teatro
- Mai stata sul cammello? 1996
- I dolci delitti del vecchio Far West 1997
- L'arcobaleno dei Titani 1997
- La Figlia di Iorio 1998
- Né vincitori né vinti 1998
- Il bell'indifferente 1998
- Il mistero dell'albero Piuccio 1998
- Corpo a corpo 1999
- Cuoricini 1999
- Cuore, amore e ginnastica 2001
- Gamiani 2002
- Marquis de Sade vierge et martyr 2004
- Caminito 2005
- Turbamenti notturni 2007
- Poliziano 2009
- Il caso Dorian Gray 2009
- Caligola 2011